# Giovanni della Robbia

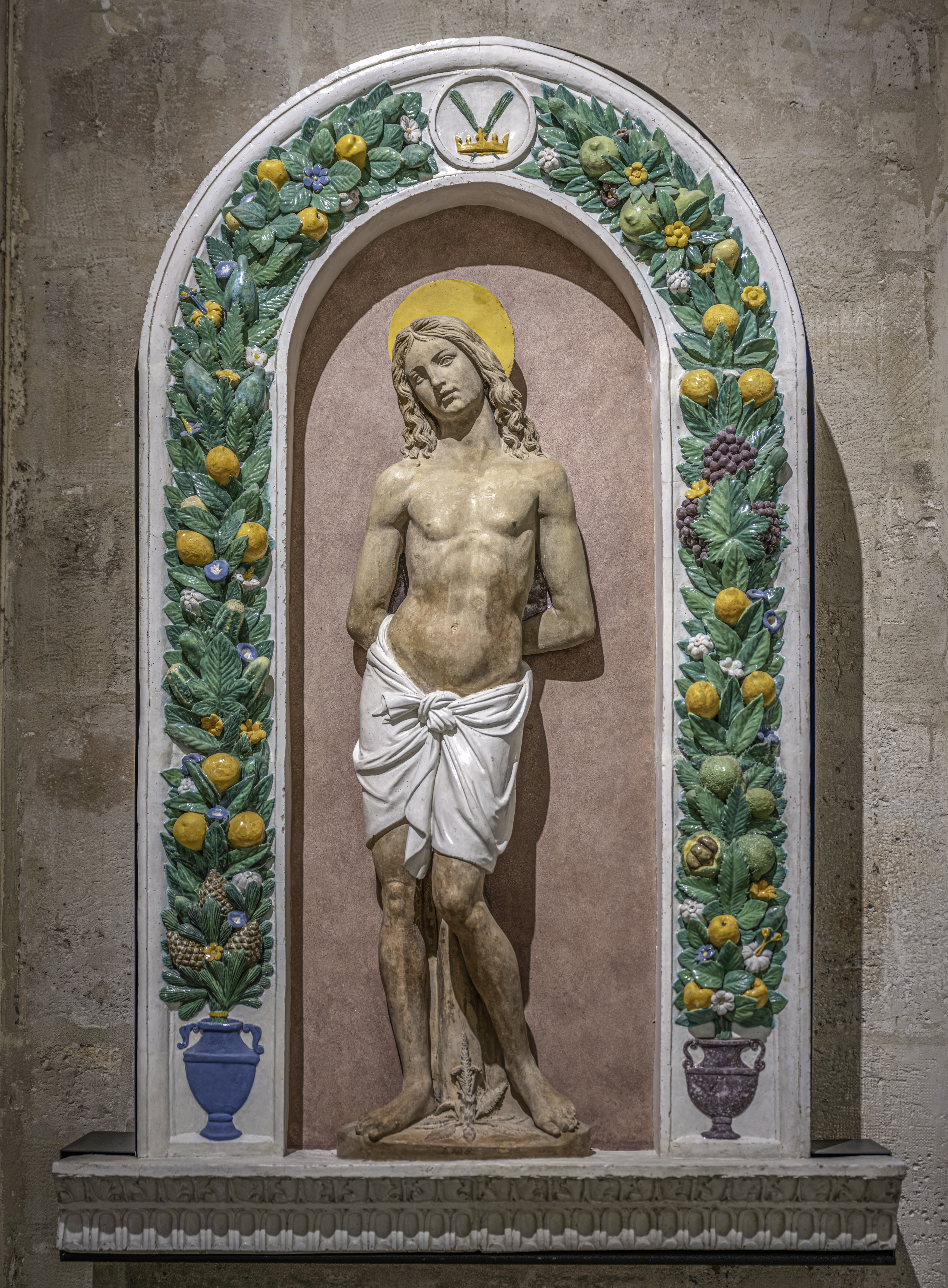
Szent Sebestyén a della Robbia-műhelyből; Louvre (16. század első fele)

Giovanni della Robbia ( Firenze, 1469. május 19. – 1529) firenzei szobrász, Andrea della Robbia fia.
1525-ben vette át apjától a della Robbia-műhely vezetését, amely akkor már majolikaoltárok mellett templomi berendezéseket, szószékeket is gyártott. A majolikák méretének növekedése, az iparszerű termelés hátrányosan befolyásolta a tárgyak művészi színvonalát, s ez érezhető Giovanni nagyvonalú stílusán. Ifjúkora jelentős alkotása a firenzei Santa Maria Novella lavabója (kézmosója), amelynek művészi színvonalát soha többé nem tudta elérni. Stílusa felületes lett, színei tarkává váltak. A Robbia-műhely a hagyományos formakincs mellett más mesterektől is vett át témákat, ábrákat, olykor mesterművek másolatait készítették el majolikából. Giovanni testvérével, Girolamo della Robbiával Raffaello számára készítette a Vatikán loggiáinak majolikapadjait. A műhely hanyatlása az érett reneszánsz és a barokk időszakára esett, amikor újra a márvány és a bronz vette át az uralmat.